# Metelectrona
Metelectrona es un género de peces linterna de la familia Myctophidae. Esta especie fue reconocida por Robert Lester Wisner en 1963.

## Especies
Se reconocen tres especies:
- Metelectrona ahlstromi (Wisner, 1963)
- Metelectrona herwigi (Hulley, 1981)
- Metelectrona ventralis (Becker, 1963)